# Bill Williams
Bill Williams, pseudonimo di Herman August Wilhelm Katt (New York, 15 maggio 1915 – Los Angeles, 21 settembre 1992), è stato un attore statunitense.

## Biografia
Figlio di immigrati tedeschi, frequentò il Pratt Institute di New York e divenne nuotatore professionista. Arruolatosi nell'esercito degli Stati Uniti durante la seconda guerra mondiale, fu congedato prima della fine del conflitto e si dedicò alla carriera di attore, debuttando sugli schermi cinematografici nel 1944. Il suo primo ruolo da protagonista fu accanto a Susan Hayward nel film In nome dell'amore (1946), che gli diede la celebrità. 
Tra la fine degli anni quaranta e la prima metà degli anni cinquanta, Williams apparve come coprotagonista in drammi quali Hai sempre mentito (1949) e Il ritorno del campione (1949), e in numerose pellicole western come Uniti nella vendetta (1951) e La vendicatrice dei sioux (1952). Ebbe inoltre un ruolo da protagonista nel thriller Bersaglio umano (1949), in cui interpretò un reduce di guerra ingiustamente accusato di alto tradimento. Nella pellicola, Williams ebbe come partner l'attrice Barbara Hale, che aveva sposato nel 1946.
Durante gli anni cinquanta Williams apparve ancora in numerosi western, ma nel frattempo si affermò anche sul piccolo schermo, grazie al ruolo di protagonista nella serie western The Adventures of Kit Carson, che andò in onda dal 1951 al 1955. Due anni più tardi fu di nuovo protagonista nella sitcom Date with the Angels (1957-1958), accanto a Betty White, e successivamente nella serie d'avventura Assignment: Underwater (1960-1961), in cui interpretò un ex sommozzatore della Marina. Successivamente interpretò l'agente federale Martin Flaherty nell'episodio pilota della serie Gli intoccabili (1959), ma il ruolo passò subito dopo a Jerry Paris. 
Durante gli anni sessanta, Williams apparve in quattro episodi della serie poliziesca Perry Mason, accanto alla moglie Barbara Hale, che nel telefilm interpretava il ruolo di Della Street, segretaria del protagonista (Raymond Burr). Nell'episodio The Case of the Crippled Cougar (1962) interpretò l'imputato Mike Preston. Nel 1963, fu la vittima di un omicidio Floyd Grant in The Case of the Bluffing Blast. Nel 1965 interpretò l'assassino Charles Shaw in The Case of the Murderous Mermaid e fu l'assassino Burt Payne in The Case of the 12th Wildcat. Negli anni settanta rallentò l'attività e apparve ancora sporadicamente sul grande schermo, in film come Rio Lobo (1971) e L'invasione dei ragni giganti (1975), ritirandosi definitivamente dalle scene all'inizio degli anni ottanta.

## Vita privata
Il 22 giugno 1946, Williams sposò l'attrice Barbara Hale, conosciuta l'anno precedente sul set del film La bella avventura. Dall'unione nacquero due figlie, Jodi e Juanita, e un figlio, William, divenuto attore con il nome di William Katt e futuro interprete del celebre film Un mercoledì da leoni (1978).
Bill Williams morì nel 1992 per un tumore al cervello, all'età di 77 anni, e fu sepolto al Forest Lawn Memorial Park (Hollywood Hills). Per il suo contributo alla televisione, l'attore ha una stella sulla Hollywood Walk of Fame, al n. 6161 di Hollywood Boulevard.

## Filmografia parziale

### Cinema
- Missione segreta (Thirty Seconds Over Tokyo), regia di Mervyn LeRoy (1944)
- Scintille tra due cuori (Those Endearing Young Charms), regia di Lewis Allen (1945)
- La bella avventura (West of the Pecos), regia di Edward Killy (1945)
- In nome dell'amore (Deadline at Dawn), regia di Harold Clurman (1946)
- Anime ferite (Till the End of Time), regia di Edward Dmytryk (1946)
- A Likely Story, regia di H.C. Potter (1947)
- Hai sempre mentito (A Woman's Secret), regia di Nicholas Ray (1949)
- Il ritorno del campione (The Stratton Story), regia di Sam Wood (1949)
- Bersaglio umano (The Clay Pigeon), regia di Richard Fleischer (1949)
- L'inafferrabile (Fighting Man of the Plains), regia di Edwin L. Marin (1949)
- Il ponte dei senza paura (The Cariboo Trail), regia di Edwin L. Marin (1950)
- Il sentiero degli Apaches (California Passage), regia di Joseph Kane (1950)
- Uniti nella vendetta (The Great Missouri Raid), regia di Gordon Douglas (1951)
- L'assedio di Fort Point (The Last Outpost), regia di Lewis R. Foster (1951)
- Lo sposo è un altro coso (Havana Rose), regia di William Beaudine (1951)
- La vendicatrice dei sioux (Rose of Cimarron), regia di Harry Keller (1952)
- The Pace That Thrills, regia di Leon Barsha (1952)
- Il figlio di viso pallido (Son of Paleface), regia di Frank Tashlin (1952)
- Immersione rapida (Torpedo Alley), regia di Lew Landers (1952)
- The Outlaw's Daughter, regia di Wesley Barry (1954)
- La valanga degli uomini rossi (Apache Ambush), regia di Fred F. Sears (1955)
- Bombardamento alta quota (Hell's Horizon), regia di Tom Gries (1955)
- Alla frontiera dei Dakotas (The Wild Dakotas), regia di Sam Newfield (1956)
- La stella spezzata (The Broken Star), regia di Lesley Selander (1956)
- Il marchio dell'odio (The Halliday Brand), regia di Joseph H. Lewis (1957)
- Il cavaliere della tempesta (The Storm Rider), regia di Edward Bernds (1957)
- La carica delle mille frecce (Pawnee), regia di George Waggner (1957)
- Slim Carter, regia di Richard Bartlett (1957)
- I berberi contro la Legione Straniera (Legion of the Doomed), regia di Thor L. Brooks (1958)
- Rivolta indiana nel West (Oklahoma Territory), regia di Edward L. Cahn (1960)
- All'inferno per l'eternità (Hell to Eternity), regia di Phil Karlson (1960)
- Mille donne e un caporale (The Sergeant Was a Lady), regia di Bernard Glasser (1961)
- La legge dei fuorilegge (Law of the Lawless), regia di William F. Claxton (1963)
- Per un pugno di donne (Tickle Me), regia di Norman Taurog (1965)
- Rio Lobo, regia di Howard Hawks (1970)
- L'ultimo eroe del West (Scandalous John), regia di Robert Butler (1971)
- L'invasione dei ragni giganti (The Giant Spider Invasion), regia di Bill Rebane (1975)

### Televisione
- The Adventures of Kit Carson – serie TV, 105 episodi (1951-1955)
- Scienza e fantasia (Science Fiction Theatre) – serie TV, 5 episodi (1955-1957)
- Damon Runyon Theater – serie TV, episodio 2x19 (1956)
- Date with the Angels – serie TV, 33 episodi (1957-1958)
- Yancy Derringer – serie TV, episodio 1x03 (1958)
- Cimarron City – serie TV, episodio 1x09 (1958)
- Westinghouse Desilu Playhouse – serie TV, episodi 1x20-1x21 (1959)
- General Electric Theater – serie TV, episodio 7x27 (1959)
- Men Into Space – serie TV, episodio 1x08 (1959)
- Disneyland – serie TV, 7 episodi (1959-1976)
- Assignment: Underwater – serie TV, 39 episodi (1960-1961)
- The Investigators – serie TV, episodio 1x03 (1961)
- Hawaiian Eye – serie TV, episodio 3x33 (1962)
- Corruptors (Target: The Corruptors) – serie TV, episodio 1x35 (1962)
- Indirizzo permanente (77 Sunset Strip) – serie TV, episodi 5x12-5x25 (1963)
- Perry Mason – serie TV, 4 episodi (1962-1965)
- Gli uomini della prateria (Rawhide) – serie TV, episodio 7x04 (1964)
- Selvaggio west (The Wild Wild West) – serie TV, episodio 1x05 (1965)
- F.B.I (The F.B.I.) – serie TV, episodi 4x04-9x20 (1968-1974)
- Le strade di San Francisco (The Streets of San Francisco) – serie TV, episodio 1x25 (1973)
- Pepper Anderson - Agente speciale (Police Woman) – serie TV, 4 episodi (1974-1978)

## Doppiatori italiani
- Luciano De Ambrosis in Anime ferite
- Bruno Persa in Per un pugno di donne
- Pino Locchi in Il marchio dell'odio